# James Bell
Pour les articles homonymes, voir James Bell (basket-ball) et Bell.
James Bell est un acteur américain né James Harlee Bell le 1er décembre 1891 à Suffolk, en Virginie, et mort le 26 octobre 1973 à Kents Store (Virginie)

## Filmographie partielle
- 1934 : Student Tour de Charles Reisner
- 1942 : L'amour chante et danse (Holiday Inn), de Mark Sandrich : Dunbar
- 1943 : L'Homme-léopard (The Leopard Man), de Jacques Tourneur : Docteur Galbraith
- 1943 : Vaudou (I Walked with a Zombie), de Jacques Tourneur : Dr Maxwell
- 1943 : Mon amie Flicka (My friend Flicka), de Harold D. Schuster : Gus
- 1945 : Jupiter (Thunderhead - Son of Flicka) de Louis King
- 1947 : Le Maître de la prairie (The Sea of Grass), d'Elia Kazan : Sam Hall
- 1947 : Jenny et son chien (Driftwood) d'Allan Dwan
- 1947 : En marge de l'enquête (Dead Reckoning), de John Cromwell : Père Logan
- 1947 : Mac Coy aux poings d'or (Killer McCoy) de Roy Rowland : Père Patrick Ryan
- 1949 : La Chevauchée de l'honneur (Streets of Laredo), de Leslie Fenton : Ike
- 1951 : La Voleuse d'amour (The Company She Keeps) de John Cromwell
- 1951 : Les Diables de Guadalcanal (Flying Leathernecks), de Nicholas Ray : Colonel
- 1952 : La Première Sirène (Million Dollar Mermaid), de Mervyn LeRoy : Juge de Boston
- 1952 : Japanese War Bride, de King Vidor : Ed Sterling
- 1953 : La Nuit sauvage (Devil's Canyon) de Alfred Werker : Dr. Betts
- 1953 : La Dernière Chevauchée (The Last Posse) d'Alfred L. Werker : Will Romer
- 1954 : Chasse au gang (Crime Wave ou The City is Dark), d'André De Toth : Daniel O'Keefe
- 1954 : Romance sans lendemain (About Mrs. Leslie) de Daniel Mann : Herbert Poole
- 1954 : Romance inachevée (The Glenn Miller Story), d'Anthony Mann : Mr Burger
- 1954 : Mardi, ça saignera (Black Tuesday) d'Hugo Fregonese
- 1956 : 24 Heures de terreur (A Day of Fury) d'Harmon Jones : Doc Logan
- 1956 : La Loi de la prairie (Tribute to a Bad Man), de Robert Wise : L. A. Peterson
- 1957 : Du sang dans le désert (The Tin Star), d'Anthony Mann : Le juge Thatcher
- 1957 : Jicop le proscrit (The lonely man), de Henry Levin : Le juge Hart
- 1958-1959 : Au nom de la loi (Wanted Dead or Alive) (série TV) Saison 1 épisode 16 : Boniface Terry
- 1961 : Les Cavaliers de l'enfer (Posse from Hell) de Herbert Coleman